# Final da Liga dos Campeões da UEFA de 2004–05
O Milagre de Istambul foi a Final da Liga dos Campeões da UEFA de 2004-05, disputada em 25 de maio de 2005, no Estádio Olímpico Atatürk, em Istambul, na Turquia, entre Liverpool e Milan. O jogo é considerado uma das maiores reviravoltas da história do futebol, com o Liverpool recuperando-se de um placar de 3-0 no primeiro tempo para empatar em 3-3 e vencer nos pênaltis (3-2), conquistando seu quinto título da Liga dos Campeões.

## Caminho até a final
| Time             | Pts | J | V | E | D | GP | GC | SG |
| ---------------- | --- | - | - | - | - | -- | -- | -- |
| Milan            | 13  | 6 | 4 | 1 | 1 | 10 | 3  | +7 |
| Barcelona        | 10  | 6 | 3 | 1 | 2 | 9  | 6  | +3 |
| Shakhtar Donetsk | 6   | 6 | 2 | 0 | 4 | 5  | 9  | −4 |
| Celtic           | 5   | 6 | 1 | 2 | 3 | 4  | 10 | −6 |

| Time                | Pts | J | V | E | D | GP | GC | SG |
| ------------------- | --- | - | - | - | - | -- | -- | -- |
| Monaco              | 12  | 6 | 4 | 0 | 2 | 10 | 4  | +6 |
| Liverpool           | 10  | 6 | 3 | 1 | 2 | 6  | 3  | +3 |
| Olympiacos          | 10  | 6 | 3 | 1 | 2 | 5  | 5  | 0  |
| Deportivo La Coruña | 2   | 6 | 0 | 2 | 4 | 0  | 9  | −9 |

## Detalhes da partida
| 25 de Maio de 2005 | Milan                        | 3 – 3  | Liverpool                             | Estádio Olímpico Atatürk, Istambul              |
| 21:45 (UTC+3)      | Maldini 1' · Crespo 39', 44' | Súmula | Gerrard 54' · Šmicer 56' · Alonso 60' | Público: 70,024 Árbitro: Manuel Mejuto González |

|                                         |     | Penalidades               |  |
| Serginho Pirlo Tomasson Kaká Shevchenko | 2–3 | Hamann Cissé Riise Šmicer |  |

| Milan | Liverpool |

| MILAN:          |    |                       |  |      |
|                 |    |                       |  |      |
| G               | 1  | Dida                  |  |      |
| LD              | 2  | Cafu                  |  |      |
| Z               | 31 | Jaap Stam             |  |      |
| Z               | 13 | Alessandro Nesta      |  |      |
| LE              | 3  | Paolo Maldini (c)     |  |      |
| V               | 21 | Andrea Pirlo          |  |      |
| M               | 8  | Gennaro Gattuso       |  | 112' |
| M               | 20 | Clarence Seedorf      |  | 86'  |
| M               | 22 | Kaká                  |  |      |
| A               | 7  | Andriy Shevchenko     |  |      |
| A               | 11 | Hernán Crespo         |  | 85'  |
| Substitutos:    |    |                       |  |      |
| G               | 46 | Christian Abbiati     |  |      |
| Z               | 4  | Kakha Kaladze         |  |      |
| Z               | 5  | Alessandro Costacurta |  |      |
| M               | 10 | Rui Costa             |  | 112' |
| M               | 24 | Vikash Dhorasoo       |  |      |
| M               | 27 | Serginho              |  | 86'  |
| A               | 15 | Jon Dahl Tomasson     |  | 85'  |
| Técnico:        |    |                       |  |      |
| Carlo Ancelotti |    |                       |  |      |

| LIVERPOOL:     |    |                    |     |     |
|                |    |                    |     |     |
| G              | 1  | Jerzy Dudek        |     |     |
| LD             | 3  | Steve Finnan       |     | 46' |
| Z              | 23 | Jamie Carragher    | 75' |     |
| Z              | 4  | Sami Hyypiä        |     |     |
| LE             | 21 | Djimi Traoré       |     |     |
| V              | 14 | Xabi Alonso        |     |     |
| M              | 10 | Luis García        |     |     |
| M              | 8  | Steven Gerrard (c) |     |     |
| M              | 6  | John Arne Riise    |     |     |
| A              | 7  | Harry Kewell       |     | 23' |
| A              | 5  | Milan Baroš        | 81' | 85' |
| Substitutos:   |    |                    |     |     |
| G              | 20 | Scott Carson       |     |     |
| Z              | 17 | Josemi             |     |     |
| M              | 16 | Dietmar Hamann     |     | 46' |
| M              | 18 | Antonio Núñez      |     |     |
| M              | 25 | Igor Bišćan        |     |     |
| A              | 9  | Djibril Cissé      |     | 85' |
| A              | 11 | Vladimír Šmicer    |     | 23' |
| Técnico:       |    |                    |     |     |
| Rafael Benítez |    |                    |     |     |

| Melhor em campo: Steven Gerrard (Liverpool) Assistentes: Clemente Plou Oscar Samaniego 4º árbitro: Arturo Dauden Ibáñez |

### Estatísticas
Primeiro tempo
|                   | Milan | Liverpool |
| ----------------- | ----- | --------- |
| Gols marcados     | 3     | 0         |
| Total de chutes   | 7     | 5         |
| Chutes no gol     | 5     | 1         |
| Posse de bola     | 45%   | 55%       |
| Escanteios        | 1     | 1         |
| Faltas cometidas  | 8     | 7         |
| Impedimentos      | 5     | 1         |
| Cartões amarelos  | 0     | 0         |
| Cartões vermelhos | 0     | 0         |

Segundo tempo
|                   | Milan | Liverpool |
| ----------------- | ----- | --------- |
| Gols marcados     | 0     | 3         |
| Total de chutes   | 9     | 9         |
| Chutes no gol     | 1     | 3         |
| Posse de bola     | 55%   | 45%       |
| Escanteios        | 8     | 3         |
| Faltas cometidas  | 8     | 16        |
| Impedimentos      | 2     | 4         |
| Cartões amarelos  | 0     | 2         |
| Cartões vermelhos | 0     | 0         |

Total
|                   | Milan | Liverpool |
| ----------------- | ----- | --------- |
| Gols marcados     | 3     | 3         |
| Total de chutes   | 16    | 14        |
| Chutes no gol     | 6     | 4         |
| Posse de bola     | 50%   | 50%       |
| Escanteios        | 9     | 4         |
| Faltas cometidas  | 16    | 23        |
| Impedimentos      | 7     | 5         |
| Cartões amarelos  | 0     | 2         |
| Cartões vermelhos | 0     | 0         |